# Nephrotoma inorata
Nephrotoma inorata är en tvåvingeart som beskrevs av Alexander 1951. Nephrotoma inorata ingår i släktet Nephrotoma och familjen storharkrankar. Inga underarter finns listade i Catalogue of Life.